# Bahamagulhake
Bahamagulhake (Geothlypis rostrata) är en fågel i familjen skogssångare inom ordningen tättingar.

## Utbredning och systematik
Bahamagulhake delas in i tre underarter med följande utbredning:
- G. r. coryi – norra Bahamas (Eleuthera och Cat Island)
- G. r. tanneri – Grand Bahama Island, Moranie Cay, Lilla och Stora Abaco, Elbow Cay
- G. r. rostrata – västra Bahamas (New Providence Island och Andros)

Vissa urskiljer även underarten exigua med utbredning på ön Andros.

## Status
Bahamagulhaken har ett litet utbredningsområde och minskar i antal. Trots detta kategoriserar internationella naturvårdsunionen IUCN arten som livskraftig.